# 岸野圭作
岸野圭作（きしの けいさく、本名：同じ、1953年9月8日 - ）は、日本画家。和歌山県御坊市出身。日展会員。

## 略歴
和歌山県立日高高等学校卒業、専修大学経営学部中退、加藤東一に師事。
- 1953年（昭和28年）、和歌山県御坊市で8代続く造り酒屋の次男として誕生
- 1976年（昭和51年）、加藤東一に師事。日展初入選、日春展奨励賞受賞
- 1980年（昭和55年）、日展特選受賞
- 1989年（平成元年）、日展特選受賞
- 1994年（平成6年） 、『百富士展』（東京セントラル美術館）
- 1995年（平成7年）、 日展会員
- 2002年（平成14年）、御坊市文化賞受賞
- 2003年（平成15年）、松本市へ転居
- 2005年（平成17年）、安曇野市へ転居
- 2006年（平成18年）、日展評議員
- 2007年（平成19年）、京都醍醐寺霊宝館にて『安曇野から京へ』展
- 2009年（平成21年）、「撮る・描く」二人展を写真家 飯島幸永と梓川アカデミア館（松本市）にて開催。日展審査員
- 2010年（平成22年）、長野県在住 日展評議員三人展
- 2011年（平成23年）、日本橋高島屋 個展 岸野圭作日本画展
- 2012年 - 2013年4月より、『美術の窓』誌上にて安曇野と松本を描く撮る連載
- 2013年〜2014年、続・安曇野と松本を描く撮る連載
- 2013年 （平成25年）、岸野圭作日本画展 点より線に（安曇野市豊科近代美術館）
- 2014年（平成26年）6月、日本橋高島屋 岸野圭作日本画展 表具と共に

9月 安曇野写生展（安曇野高橋節郎記念美術館）
改組新第1回日展審査員
- 2017年（平成29年）6月11日、安曇野市豊科の法蔵寺本堂釈迦三尊像の後背壁画を完成し、除幕式実施[1]

2018年(平成30年)7月　『第１回安曇野涼風扇子公募展』を実行委員長として、初める
2018年 (平成30年) 日本橋高島屋 個展 「岸野圭作日本画展 安曇野春秋」
＊2020年 (令和2年) 改組第7回日展において、出品作品「草宴」が東京都知事賞を受賞
2023年（令和5年）　安曇野市豊科近代にて「岸野圭作（古希記念）回顧展　〜先人と共に〜」

## 著名な家族
- 父方の伯父に宮城事件主謀者として終戦の玉音放送直前に皇居二重橋前広場で自決した椎崎二郎陸軍中佐がいる。
- 妻の伯父に日本画家の加藤東一がいる。